# 1427년

## 연호
- 명(明) 선덕(宣德) 2년
- 일본(日本) 오에이(応永) 34년

## 기년
- 명(明) 선종 선덕제(宣宗 宣德帝) 2년
- 조선(朝鮮) 세종(世宗) 9년

## 탄생
- 조선의 문신 노사신
- 조선의 문신 윤필상
- 조선의 문신 이극감
- 11월 29일 - 명나라 6대 황제 정통제